# 鈴木定直
鈴木 定直（すずき さだなお、1853年4月24日（嘉永6年3月17日）- 1914年（大正3年）9月19日）は、日本の内務・警察官僚。官選県知事。幼名・半造。

## 経歴
日向国児湯郡南高鍋村（現：高鍋町）で、高鍋藩士・鈴木定信の長男として生まれる。
1877年6月、警視局警部補となり、同年7月、新撰旅団第1大隊第4中隊左半隊長として西南戦争に出征。戦後、同年11月に退職。1878年10月、兵庫県十等警部に任官。以後、豊岡警察署長、警察本署第1部長などを歴任。
1886年4月に高知県警部となるが、翌月に富山県警部・警察本署第1部長兼第4部長に転じた。以後、富山県警察本部第1課長、兼巡査教習所長、兼富山警察署長、富山県射水郡長などを歴任し、1889年3月、富山県警部長に就任。1892年2月の第2回衆議院議員総選挙において選挙干渉の責任者となり、同年8月、滋賀県警部長に転じた。1893年3月、大阪府警部長となり1898年7月まで在任。同年11月、警視庁警視・総監官房主事に就任。
1899年8月、大分県知事に転じた。1901年6月、内務省警保局長に就任。1902年2月、群馬県知事となる。その後、滋賀県知事、高知県知事を歴任。高知県知事時代は水力発電事業や県起債償還方法などについて尽力した。1908年3月、休職となり、1910年3月に退官。京都市で余生を過ごした。

## 栄典
- 1900年（明治33年）12月20日 - 勲五等瑞宝章[2]
- 1906年（明治39年）4月1日 - 勲三等旭日中綬章[3]・明治三十七八年従軍記章[4]

## 親族
- 娘婿 大味久五郎（内務官僚・沖縄県知事）
- 遠縁 秋月左都夫（外交官）・鈴木馬左也（第三代住友総理事）